# Barry Evans (diễn viên)
Barry Joseph Evans (18 tháng 6 năm 1943 – 9 tháng 2 năm 1997)  là một diễn viên người Anh được biết đến nhiều nhất qua các bộ phim hài của Anh như Doctor in the House và Mind your Language.

## Phim truyền hình
| Năm            | Tên                                          | Vai                   |
| -------------- | -------------------------------------------- | --------------------- |
| 1964           | Camera Three "Chips with Everything"         | Phi công đầu tiên     |
| 1964           | Redcap "The Boys of B Company"               | Tug Wilson            |
| 1965           | Undermind "Flowers of Havoc"                 | Ted                   |
| 1967           | Much Ado About Nothing                       | Cậu bé cà phê         |
| 1967           | The Baron "The Edge of Fear"                 | Hotel porter          |
| 1968           | Love Story "The Proposal"                    |                       |
| 1969           | Journey to the Unknown "The Killing Bottle"  | Jimmy Rintoul         |
| 1969–1971      | Doctor in the House Doctor at Large          | Tiến sĩ Michael Upton |
| 1971           | ITV Playhouse "Like Puppies in a Basket"     | Tony                  |
| 1971           | Thirty-Minute Theatre "Blues in the Morning" | Tommo                 |
| 1972           | Late Night Theatre "Torquil"                 | Joe                   |
| 1975           | Crossroads                                   | Trevor Woods          |
| 1977–1979 1986 | Mind Your Language                           | Mr Jeremy Brown       |
| 1978           | Crown Court "Still Waters"                   | Barry Sellars         |
| 1982           | Legacy of Murder                             | Robin Bright          |

## Phim ngắn
| Năm  | Tên                                | Vai                                                                    |
| ---- | ---------------------------------- | ---------------------------------------------------------------------- |
| 1967 | The White Bus                      | Cậu bé                                                                 |
| 1967 | Here We Go Round the Mulberry Bush | Jamie McGregor                                                         |
| 1969 | Alfred the Great                   | Ingild                                                                 |
| 1971 | Journey to Murder                  | Jimmy Rintoul                                                          |
| 1971 | Die Screaming, Marianne            | Eli Frome                                                              |
| 1976 | Adventures of a Taxi Driver        | Joe North                                                              |
| 1976 | Under the Doctor                   | Bác sĩ Boyd, Bác sĩ tâm thần / Mr Johnson / Lt Cranshaw / Colin Foster |
| 1993 | The Mystery of Edwin Drood         | Bazzard                                                                |